# Glenns Ferry
Glenns Ferry – miasto w Stanach Zjednoczonych, w stanie Idaho, w hrabstwie Elmore.